# Psychopterys multiflora
Psychopterys multiflora är en tvåhjärtbladig växtart som först beskrevs av Franz Josef Niedenzu, och fick sitt nu gällande namn av W.R.Anderson och S.Corso. Psychopterys multiflora ingår i släktet Psychopterys och familjen Malpighiaceae. Inga underarter finns listade i Catalogue of Life.